# 周奕希
周奕希，BBS，JP（1957年9月18日—），出生於中國廣東省潮陽縣，香港政治人物，新界社團聯會名譽顧問，前民主黨黨員，前荔景區議員。曾任區域市政局副主席和葵青區議會主席及副主席。周亦是同區前區議員陳笑文的姐夫。

## 簡介
周奕希早年就讀重生中學，後取得澳門東亞大學（現為澳門大學）社會科學學士學位。他本身是視聽器材助理技術助理，長期服務葵青區，1988年至2019年擔任葵青區議會（荔景選區）區議員，1989年至1999年任區域市政局議員、區域市政局副主席、臨時區域市政局議員，2000年至2007年任葵青區議會主席，2016年至2019年任葵青區議會副主席。
周奕希曾兩度參選立法局區域市政局功能界別選舉，但落敗而回。2002年香港特區政府頒授銅紫荊星章給他，為第一個由特區政府授勳的泛民主派人士，而他亦是葵青區第二資歷最長的區議員，僅次於身兼立法會議員的梁耀忠。
2006年周奕希曾申請退出民主黨，其後卻被挽留。
2015年2月5日，周奕希再次向民主黨遞交退黨表格，估計今次周奕希選擇離開，與黨內激進派勢力抬頭不無關係。另有消息指，周奕希已轉投建制派，因2015年1月的肇慶市人民政府之網站上，周奕希出現在肇慶市增補政協委員名單上，但周奕希未回應是否其本人抑或只是同名同姓。
2015年5月，周奕希被指可作為建制派次選的葵青區議會主席人選。
2015年6月，時值2017年行政長官普選辦法政改表決前夕，周奕希與多名前民主黨黨員黃成智、狄志遠、陳家偉、郭平、黃良喜、黃靜嫺、梁家裕提倡優化提名委員會的方案，包括以個人票普選箇中612個提名委員，由相關界別人士以個人票一人一票產生，達至200萬市民選出過半數提名委員，以及將漁農界提名委員改為大專學生界，最終達至增加10倍的選民基礎，促使提名委員會民主化。
2015年8月，周奕希與前民主黨黨員陳家偉、黃成智、狄志遠等組織四日三夜的台灣之旅，並醞釀成立參政平台新思維，走「第三條路線」，將積極參與區議會及立法會選舉，並計劃與前公民黨創黨黨員湯家驊所成立的智庫民主思路及公開表態支持擴大中間力量的知名地產代理企業家施永青合作。
2016年1月，在獲建制派支持下，當選葵青區議會副主席。周奕希當選後堅持獨立議員身份，否認是新思維成員。他指要協助新思維籌備社企，若出任成員或執委都會出現利益衝突，故暫時以獨立身份參與新思維活動，但有接受新社聯的名譽顧問一職。
2019年11月香港區議會選舉中，周奕希不敵民主派支持的候選人王天仁，連任失敗，結束其30年的區議員生涯。

## 榮譽
- 銅紫荊星章（2002年）
- 非官守太平紳士（2005年）

## 外部連結
| 議會席位      | 議會席位                                                | 議會席位      |
| ------------- | ------------------------------------------------------- | ------------- |
| 前任： 羅競成 | 葵青區議會副主席 2016年1月—2019年12月31日               | 繼任： 張文龍 |
| 前任： 單仲偕 | 葵青區議會主席 2000年1月—2008年12月31日                 | 繼任： 鄧國綱 |
| 首任          | 葵青區議會 荔景選區區議員 1991年10月1日—2019年12月31日  | 繼任： 王天仁 |
| 前任： 周森   | 葵青區議會 葵涌南選區區議員 1988年10月1日—1991年9月30日 | 選區改為麗華  |
| 前任： 陳偉業 | 區域市政局副主席 1995年—1997年                          | 繼任： 簡松年 |